# Anisopodus puncticollis
Anisopodus puncticollis är en skalbaggsart som beskrevs av Monné och Martins 1976. Anisopodus puncticollis ingår i släktet Anisopodus och familjen långhorningar. Inga underarter finns listade i Catalogue of Life.